# Yurovka (Krasnodar)
Yurovka (del ruso: Юровка) es un seló del ókrug urbano de la ciudad-balneario de Anapa del krai de Krasnodar, en el sur de Rusia. Está situado en la cabecera del arroyo Utash, que nutre el sistema de canales del delta del Kubán,  en las estribaciones de poniente del Cáucaso Occidental, 25 km al norte de la ciudad de Anapa y 123 km al oeste de Krasnodar. Tenía 3 537 habitantes en 2010
Es cabeza del municipio rural Pervomaiskoye, al que pertenecen asimismo Bolshói Raznokol, Verjni Janchakrak, Verjni Chekon, Vesiólaya Gora, Vestnik, Ivánov, Krásnaya Gorka, Mali Raznokol, Nizhni Janchakrak, Prikubanski, Rozy Liuksemburg, Chekon y Chorni.

## Nacionalidades
De los 3 365 habitantes con que contaba en 2002, el 87.6 % era de etnia rusa, el 4.5 % era de etnia armenia, el 3.5 % era de etnia ucraniana, el 1 % era de etnia alemana, el 0.8 % era de etnia bielorrusa, el 0.3 % era de etnia tártara, el 0.2 % era de etnia georgiana, el 0.1 % era de etnia adigué, el 0.1 % era de etnia azerí y el 0.1 % era de etnia griega.

## Lugares de interés

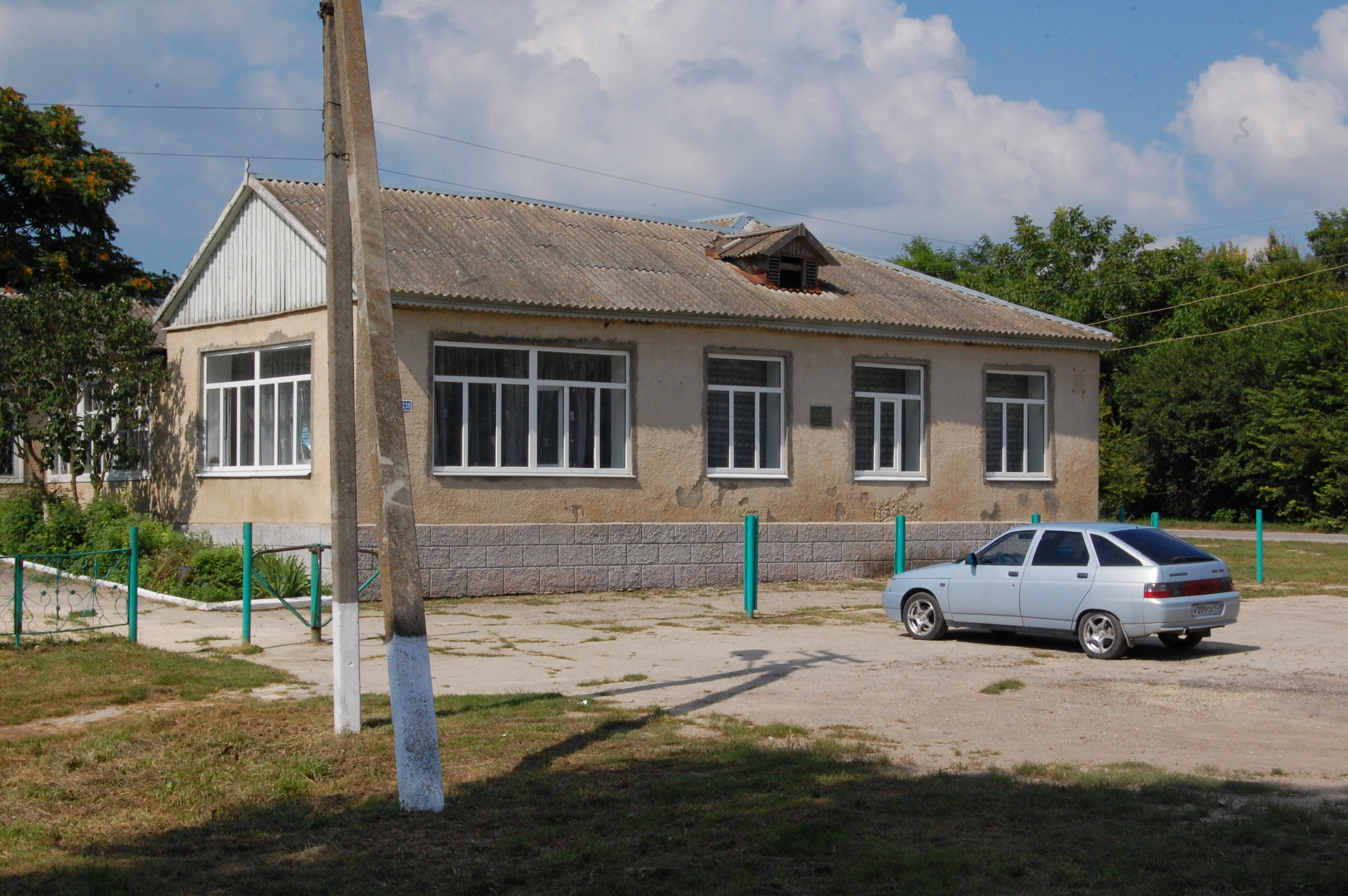
Edificio del museo.

En la localidad se halla un museo en memoria de María Skobtsova, cuyo padre era originario de esta localidad.